# آدری لاکروکس
آدری لاکروکس (به انگلیسی: Audrey Lacroix) (زادهٔ ۱۷ نوامبر ۱۹۸۳) شناگر اهل کانادا است.